# Якутская улица (Санкт-Петербург)
Якутская улица — улица в Невском районе Санкт-Петербурга. Проходит от улицы Крыленко до Кудровского проезда.

## История
В ходе застройки правобережной части Невского района между улицей Крыленко и современным Кудровским проездом образовался проезд, который в перспективе должен был стать продолжением Товарищеского проспекта, однако к концу 2020 года этот план так и не был осуществлен.
31 января 2017 года ему было присвоено название Якутская улица, в ряду «географических» названий некоторых других проездов, связанных с революционными событиями России.

## Транспорт
Ближайшая станция метро — «Улица Дыбенко» 4 (Правобережной) линии.